# Кубок Грузии по футболу 2000/2001
Кубок Грузии по футболу 2000/2001 (груз. საქართველოს თასი 2000/01) — 11-й розыгрыш Кубка Грузии по футболу. Турнир начался в 2000 году и завершился финалом, который состоялся 26 мая 2001 года. Кубок выиграла команда «Торпедо» (Кутаиси).

## 1/8 финала
| Команда 1         | Итог | Команда 2             | 1-й матч | 2-й матч |
| ----------------- | ---- | --------------------- | -------- | -------- |
| Торпедо (Кутаиси) | 4:2  | Динамо (Батуми)       | 2:0      | 2:2      |
| Динамо (Тбилиси)  | 4:2  | Сиони                 | 4:0      | 0:2      |
| Гурия             | 0:6  | Локомотив (Тбилиси)   | 0:1      | 0:5      |
| Тбилиси           | 1:2  | Мерани                | 0:1      | 1:1      |
| Колхети-1913      | 10:1 | Металлург (Зестафони) | 6:0      | 4:1      |
| Дила              | 3:1  | Горда                 | 2:0      | 1:1      |
| ВИТ Джорджия      | 7:1  | Динамо (Зугдиди)      | 3:0      | 4:1      |
| Самгурали         | 2:0  | ТГУ Тбилиси           | 2:0      | 0:0      |

## Четвертьфинал
| Команда 1        | Итог    | Команда 2           | 1-й матч | 2-й матч |
| ---------------- | ------- | ------------------- | -------- | -------- |
| Колхети-1913     | 1:2     | Торпедо (Кутаиси)   | 1:1      | 0:1      |
| Динамо (Тбилиси) | 0;1     | ВИТ Джорджия        | 0:1      | 0:0      |
| Самгурали        | 2:2 (г) | Локомотив (Тбилиси) | 1:2      | 1:0      |
| Дила             | 4:8     | Мерани              | 1:2      | 3:6      |

## Полуфинал
| Команда 1           | Итог | Команда 2         | 1-й матч | 2-й матч |
| ------------------- | ---- | ----------------- | -------- | -------- |
| ВИТ Джорджия        | 1:3  | Торпедо (Кутаиси) | 1:2      | 0:1      |
| Локомотив (Тбилиси) | 3:0  | Мерани            | 2:0      | 1:0      |

## Финал
| Торпедо (Кутаиси)                                                    | 0:0 (доп. вр.) | Локомотив (Тбилиси)                                                  |
| -------------------------------------------------------------------- | -------------- | -------------------------------------------------------------------- |
|                                                                      | (отчёт)        |                                                                      |
| Пенальти                                                             |                |                                                                      |
| Хвадагиани · Ионанидзе · Ашветия · Кветенадзе · Джинчарадзе · Асатян | 4:3            | Салуквадзе · Датвадзе · Шенгелия · Балашвили · Гилаури · Чичвейшвили |